# Golden Skillet

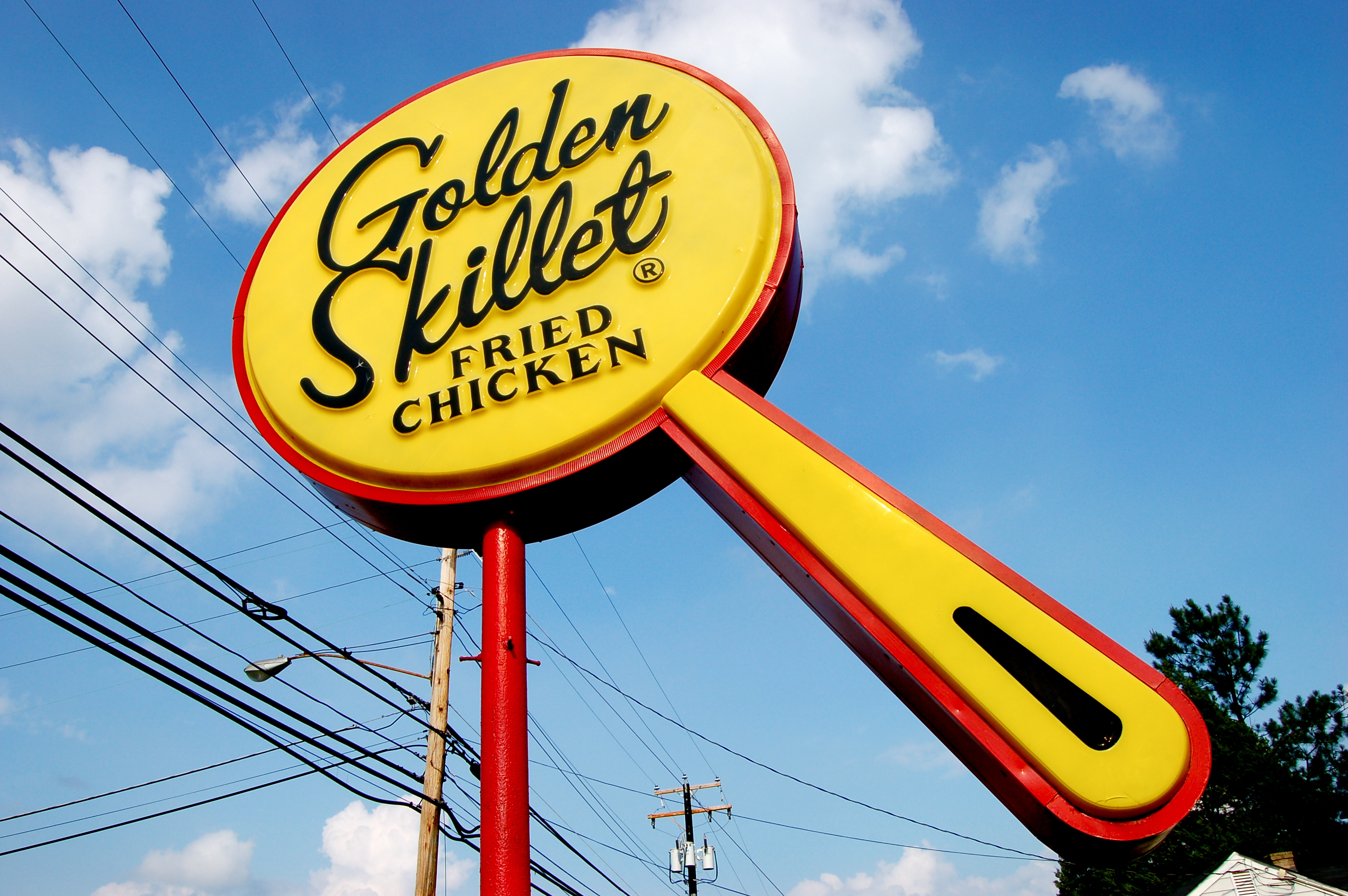
Placa de um Golden Skillet em Sandston, Virgínia

A Golden Skillet é uma cadeia de fast food que vende principalmente frango frito originária de Richmond, Virgínia. O primeiro frango da Golden Skillet foi vendido em 1963 na loja de departamentos Thalhimer's, no centro de Richmond. A receita do frango frito foi criada por Clifton W. Guthrie, o proprietário original e fundador da Golden Skillet.
O slogan da cadeia era “Tender as Quail! Tasty as Pheasant!". Embora a receita não tenha sido publicada oficialmente, sabe-se que o frango frito era cozido em panelas de pressão especiais e com empanamento específico.

## História
Em 1963, um vice-presidente de uma mercearia Thalhimers provou o frango de Guthrie em um banquete e, pouco tempo depois, ele foi vendido no restaurante Thalhimers.
Eventualmente, em Richmond, o primeiro local independente foi aberto em 1968. Em 2 de outubro de 1981, data da morte de Guthrie, a cadeia havia crescido para 180 franquias em todo o mundo e 16 locais de operação. Ela tinha empresas afiliadas em Porto Rico, Canadá e Japão. Em abril de 2024, a empresa operava 10 locais em Maryland, Carolina do Norte e Virgínia.
A Golden Skillet seria vendida para a cadeia americana Dairy Queen em algum momento da década de 1980, após a morte de Guthrie.

## Locais
Alguns locais da franquia incluem Sandston, Virgínia; Plymouth, Carolina do Norte; Henderson, Carolina do Norte; Ahoskie, Carolina do Norte; Danville, Virgínia; Petersburg, Virgínia e Richmond, Virgínia.